# Munger
Munger (äldre namn Monghyr) är en stad vid floden Ganges i den indiska delstaten Bihar och är centralort för ett distrikt med samma namn. Folkmängden uppgick till 213 303 invånare vid folkräkningen 2011.
Staden Munger, enligt traditionen grundad av Chandragupta Maurya, ligger på Ganges södra strand och är förenad med järnvägen Calcutta-Patna genom en bibana. Staden har traditionellt tillverkning av handeldvapen, svärd och smiden av alla slag; kallades under brittisk tid Little Birmingham of the Raj. I staden residerade Nawab Mir Qasim, som besegrades av britterna 1763.